# Châtillon-lès-Sons
Châtillon-lès-Sons é uma comuna francesa na região administrativa de Altos da França, no departamento de Aisne. Estende-se por uma área de 10,56 km². Em 2010 a comuna tinha 83 habitantes (densidade: 7,9 hab./km²).